# Lycorea minuscula
Lycorea minuscula är en fjärilsart som beskrevs av Felix Bryk 1953. Lycorea minuscula ingår i släktet Lycorea och familjen praktfjärilar. Inga underarter finns listade i Catalogue of Life.